# Laura Hasn’t Slept
Laura Hasn’t Slept ist ein Kurzfilm von Parker Finn, der nach der Absage des South by Southwest Film Festivals ab Ende März 2020 vom Independentfilmverleih Oscilloscope Laboratories und dem Technikunternehmen Mailchimp auf deren Plattform zur Verfügung gestellt wurde.

## Handlung
Bei einem Besuch bei ihrem Psychiater Dr. Parsons erzählt Laura von einem Albtraum, den sie immer wieder hat. Den Mann, der sie darin verfolgt, kennt sie nicht. Auch wenn er sie in ihren Träumen anlächelt, hat sie vor ihm mehr Angst als vor etwas anderem je zuvor, denn irgendetwas stimme mit seinen Augen nicht. Der Mann, so berichtet sie, habe zwar jedes Mal ein anderes Gesicht, als würde er unterschiedliche Masken verwenden, doch es seien seine Augen, an denen sie ihn immer wieder erkennt.
Dr. Parsons glaubt Laura nicht, dass sie ihn nur in seiner Praxis besucht, um über ihre Träume zu reden. Er fragt sie, ob sie sich sicher sein kann, nicht gerade in diesem Moment wieder zu träumen. Daraufhin verändert sich der Raum und auch die Augen von Dr. Parsons. Laura versucht zu entkommen. Dr. Parsons beginnt, sich die Haut vom Gesicht zu ziehen. Laura will gar nicht hinschauen, als sie dann wieder ihre Augen öffnet befindet sie sich noch immer in diesem veränderten, nun völlig verfallenen wirkenden Raum. Plötzlich steht Dr. Parsons vor ihr. Sie schreit.

## Produktion

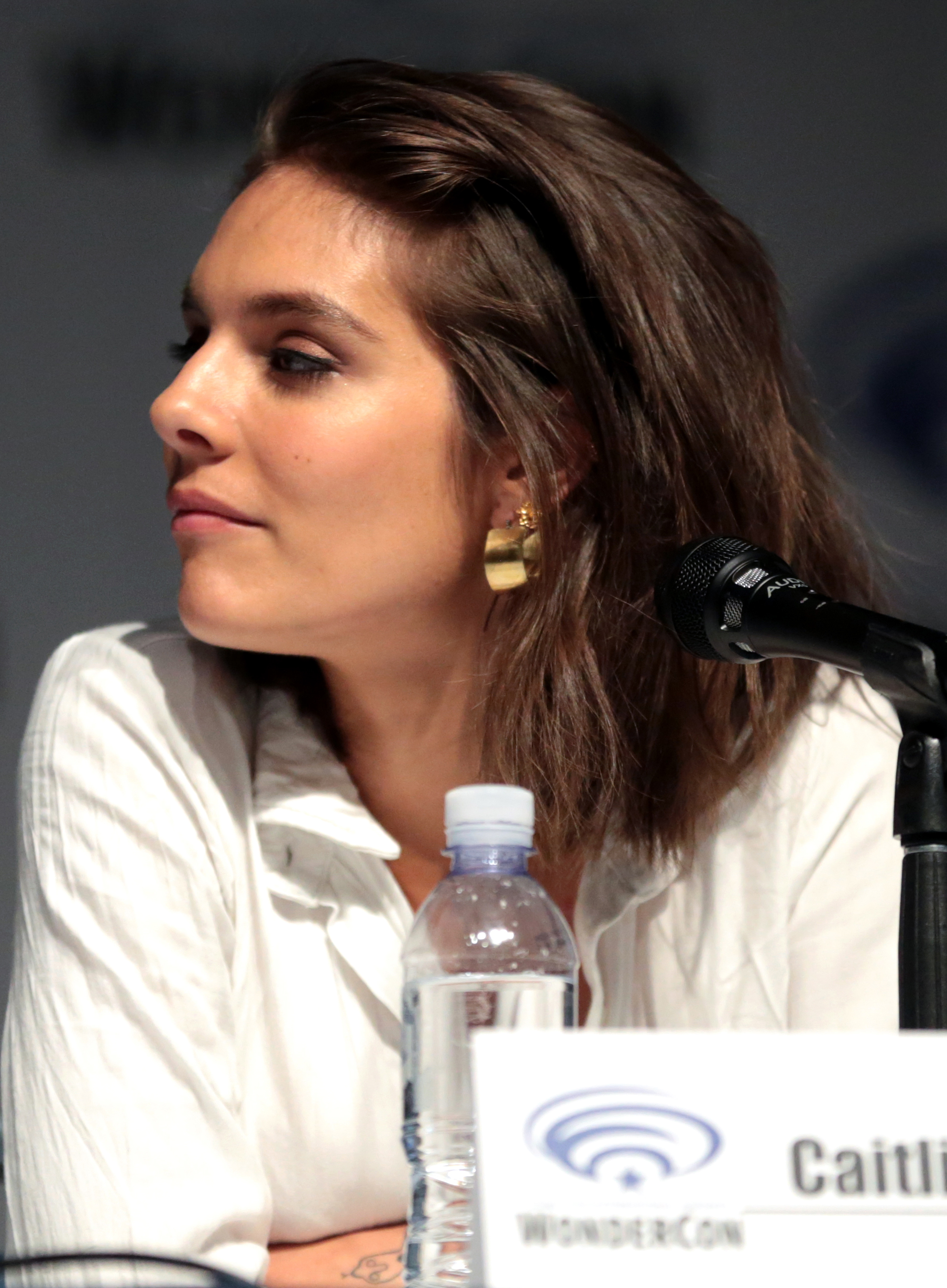
Caitlin Stasey spielt Laura

Regie führte Parker Finn, der auch das Drehbuch schrieb. Es handelte sich nach dem Kurzfilm The Hidebehind um seine zweite Regiearbeit.
Caitlin Stasey spielt in der Titelrolle Laura, Lew Temple ihren Psychiater Dr. Parsons.
Nach der Absage des South by Southwest Film Festivals, wo der Film im März 2020 seine Premiere feiern sollte, stellten der Independentfilmverleih Oscilloscope Laboratories und das Technikunternehmen Mailchimp den Film 30 Tage lang kostenlos auf einer gemeinsamen Onlineplattform zur Verfügung. Hiernach konnten die Macher des Films entscheiden, ob sie ihn dort zwei weitere Jahre mit einer SVOD-Lizenz laufen lassen. Im Oktober 2020 wurde er beim Chicago International Film Festival gezeigt.
Im September 2022 kam Finns Langfilmdebüt Smile – Siehst du es auch? in die Kinos, das auf Laura Hasn’t Slept basiert. Auch in diesem Film ist Stasey in einer größeren Rolle zu sehen.

## Auszeichnungen
Chicago International Film Festival 2020
- Nominierung als Bester Kurzfilm für den Gold Hugo (Parker Finn)[3]

South by Southwest Film Festival 2020
- Auszeichnung mit dem Special Jury Award in der Sektion Midnight Short (Parker Finn)
- Auszeichnung in der Kategorie Excellence in Poster Design mit dem Film Design Award
- Nominierung für den Grand Jury Award in der Sektion Midnight Short (Parker Finn)[4]